# Launaea gorgadensis
Espèce
Synonymes
- Sonchus bollei Sch.Bip. ex Bolle[1]
- Sonchus gorgadensis Bolle[1] [2]

Statut de conservation UICN

 CR B1ab(iii) : 
En danger critique
Launaea gorgadensis est une espèce de plantes à fleurs de la famille des Astéracées endémique du Cap-Vert.

## Répartition et habitat
Cette espèce est présente sur les îles de Santo Antão, São Vicente et São Nicolau. On la trouve principalement entre 100 et 450 m d'altitude. C'est une plante mésophyte qui pousse généralement dans les zones sub-humides et semi-arides.